# Facultad de Enfermería de Albacete
La Facultad de Enfermería de Albacete es un centro docente de la Universidad de Castilla-La Mancha en el que se imparten estudios superiores de enfermería. Tiene su sede en el campus de Ciudad Universitaria de la ciudad española de Albacete.

## Historia
El 21 de agosto de 1972 se aprobó la creación de una Escuela de Enfermeras en Albacete, también llamada Escuela de ATS Femeninos, dependiente de la Universidad de Murcia y de la Diputación Provincial de Albacete. 
Dos años después, el 5 de septiembre de 1974, se aprobó la creación de una Escuela Masculina, similar a la femenina, pero con dependencia del Ministerio de Educación del Gobierno de España (Seguridad Social). 
En esa época funcionaron en la ciudad tres escuelas de ATS (Ayudantes Técnicos Sanitarios): la femenina, la masculina y la del Sanatorio de Santa Cristina. Tras la publicación del Real Decreto sobre la integración en la Universidad de las Escuelas de ATS, se produjo la fusión de las tres escuelas de Albacete en una sola Escuela de ATS, que posteriormente se transformó en la Escuela de Diplomados en Enfermería el 23 de mayo de 1980, adscrita al Ministerio de Universidades de España. 
El 15 de noviembre de 1985 se constituyó la Escuela Universitaria de Enfermería, sucesora de la anterior, que se adscribió a la Universidad de Castilla-La Mancha el 29 de septiembre de 1987.

## Estudios
En la Facultad de Enfermería se imparten los siguientes títulos:
- Grado en Enfermería (4 cursos)
- Máster en Enfermería de Urgencias, Emergencias y Situaciones Críticas

## Alumnado y personal

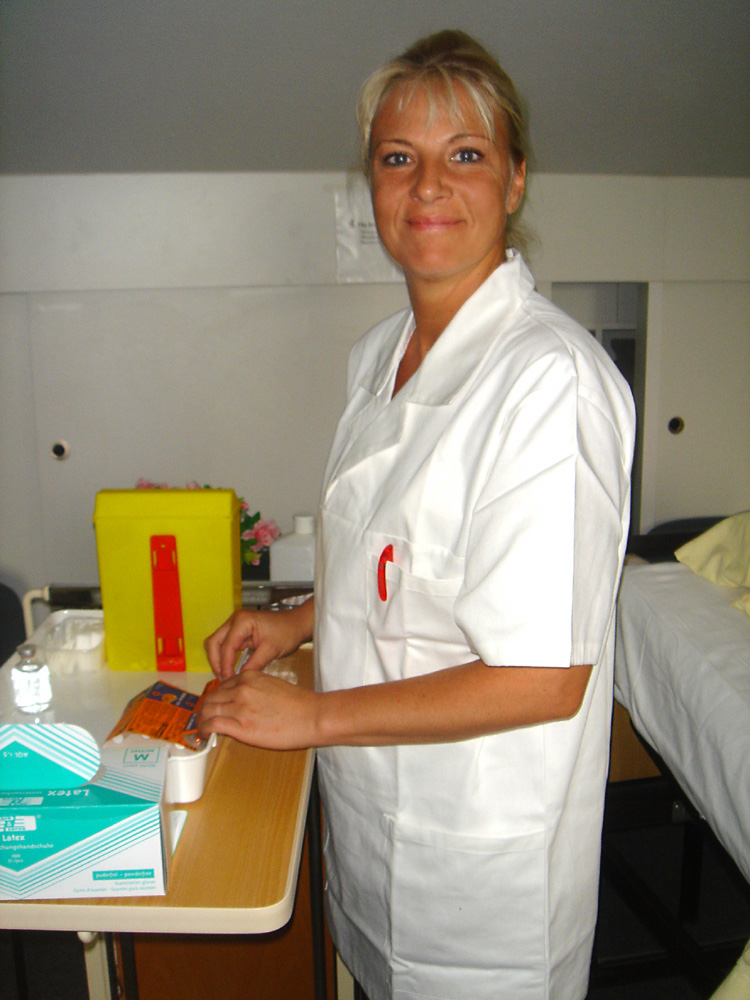
Enfermera en su puesto de trabajo

La Facultad de Enfermería de Albacete cuenta con un total de:
- 400 alumnos (curso 2012-2013)
- 15 profesores (curso 2013-2014)
- 8 empleados de administración y servicios

## Instalaciones
Para llevar a cabo las tareas de docencia y prácticas la facultad dispone, entre otras instalaciones, de aulas de teoría grandes y pequeñas, laboratorio de Bioquímica y Salud Pública, aulas de prácticas quirúrgicas, aula de prácticas básicas con oxigenoterapia, monitorización ECG y constantes, aula de prácticas de Anatomía, laboratorio de Audiología, aula de prácticas de Psicología o salón de actos. Además, los alumnos realizan prácticas en los centros de salud y hospitales de la ciudad de Albacete.

## Departamentos docentes
Los siguientes departamentos tienen actividad en la Facultad de Enfermería de Albacete:
- Departamento de Enfermería y Fisioterapia
- Departamento de Psicología